# Märkisch-Oderland
Märkisch-Oderland é um distrito (kreis ou landkreis) da Alemanha localizado no estado de Brandemburgo.

## Cidades e municípios
| Cidades (livres) | Ämter - associações municipais | |
| 1. Altlandsberg 2. Bad Freienwalde 3. Müncheberg 4. Seelow 5. Strausberg 6. Wriezen Municípios (livres) 1. Fredersdorf-Vogelsdorf 2. Hoppegarten 3. Letschin 4. Neuenhagen bei Berlin 5. Petershagen-Eggersdorf 6. Rüdersdorf bei Berlin | 1. Barnim-Oderbruch [sede: Wriezen] 1. Bliesdorf 2. Neulewin 3. Neutrebbin 4. Oderaue 5. Prötzel 6. Reichenow-Möglin 2. Falkenberg-Höhe 1. Beiersdorf-Freudenberg 2. Falkenberg1 3. Heckelberg-Brunow 4. Höhenland 3. Golzow 1. Alt Tucheband 2. Bleyen-Genschmar 3. Golzow1 4. Küstriner Vorland 5. Zechin 4. Lebus 1. Lebus1, 2 2. Podelzig 3. Reitwein 4. Treplin 5. Zeschdorf | 5. Märkische Schweiz 1. Buckow1, 2 2. Garzau-Garzin 3. Oberbarnim 4. Rehfelde 5. Waldsieversdorf 6. Neuhardenberg 1. Gusow-Platkow 2. Märkische Höhe 3. Neuhardenberg1 7. Seelow-Land [sede: Seelow] 1. Falkenhagen 2. Fichtenhöhe 3. Lietzen 4. Lindendorf 5. Vierlinden |
| 1sede do Amt; 2cidade | | |